# Miguel Becerra
Miguel Becerra González (* 11. März 1979 in Etzatlán, Jalisco) ist ein ehemaliger mexikanischer Fußballtorwart.

## Laufbahn
Becerra durchlief den Nachwuchsbereich von Deportivo Guadalajara, bei denen er auch seinen ersten Profivertrag erhielt. In den Spielzeiten 2000/01 und 2001/02 gehörte er zum Kader der ersten Mannschaft von Chivas, kam aber über zwei Einsätze in der höchsten mexikanischen Spielklasse nicht hinaus. Danach war er auf Leihbasis für das in der zweiten Liga spielende Chivas-Farmteam Club Deportivo Tapatío tätig.
Für die Spielzeit 2003/04 schloss er sich dem Ligakonkurrenten Dorados de Sinaloa an, für den er insgesamt 23 Punktspieleinsätze absolvierte und mit dem ihm der Aufstieg in die erste Liga gelang. Allerdings erhielt er keinen Vertrag für die neu zusammengestellte Mannschaft der Dorados, die sich in der höchsten Spielklasse behaupten sollte. Daher schloss er sich dem neu formierten Franchise der nur in der Saison 2004/05 existierenden Huracanes de Colima an. Als diese nach nur einem Jahr wieder aufgelöst worden waren, wechselte Becerra zum Querétaro Fútbol Club, mit dem ihm in der Saison 2005/06 ein weiterer Aufstieg in die höchste Spielklasse gelang und bei dem ihm auch ein Vertrag für die Erstliga-Saison 2006/07 angeboten wurde.
Nach insgesamt guten Leistungen bei den Gallos Blancos wurde Becerra 2007 vom nordmexikanischen Club Santos Laguna verpflichtet. Bei diesem erwuchs er in seiner ersten Halbsaison, der Apertura 2007, zum Stammtorwart mit insgesamt 16 Punktspieleinsätzen. Nach der Genesung des lange verletzten Nationaltorhüters Osvaldo Sánchez wurde Becerra allerdings in die Rolle des Reservisten zurückgedrängt. Dennoch hatte er noch seine Sternstunden, wie zum Beispiel einen gehaltenen Strafstoß in den Finalspielen der Apertura 2011 gegen die UANL Tigres, wenngleich es am Ende nur zur Vizemeisterschaft reichte. In den Spielzeiten Clausura 2008 (ohne Einsatz) und Clausura 2012 gewann Becerra mit Santos Laguna zweimal die mexikanische Fußballmeisterschaft.
Nach dem Ende seiner aktiven Laufbahn stieg Becerra ins Trainergeschäft ein. Nach sechs Jahren in Diensten des Texans Soccer Club, für den er von 2013 bis 2019 tätig war, ist er nun für den Dash Youth Soccer Club, die Nachwuchsorganisation von Houston Dynamo, im Einsatz.

## Erfolge
- Mexikanischer Meister: Clausura 2008, Clausura 2012